# EF Education First
EF Education First（イー・エフ・エデュケーション・ファースト／以下EF）は、1965年、スウェーデンで、バーティル・ハルト（Bertil Hult）によって創立された私立の語学学校。語学学校としては世界最大級である。
語学留学をはじめ、文化交流や、外国語による専門分野での教育を推進している。50カ国以上にオフィスがあり16カ国で語学学校を展開している。また、英語力測定テスト「EFSET」を実施している。

## 歴史
1965年に創設者のバーティル・ハルトが大学の地下室にあった寮でEFを設立。幼少時代に苦しんだ失読症が、EFの思想の基となった。失読症のため英語を学ぶことが困難だったバーティルは学校を中退し、スウェーデンのとある銀行で雑用係として働き始めた。バーティルの勤労意欲にいち早く気づいた当時の上司は、バーティルをロンドン支社へ送り込んだ。バーティルはイギリスでの経験を通して、「やりながら覚える」事の大切さや可能性を身をもって実感し、従来の学校教育と同等の教育的価値があると確認した。
- 1965年 - バーティル・ハルトが、英語習得を目的として、スウェーデン人の学生を英国に派遣[3]。
- 1970年～1979年 - フランス、ドイツ、イタリア、オランダ、日本、メキシコにEFオフィスを設立。
- 1978年 - スウェーデンのMargareta女王が英国ケンブリッジにて、EFの語学学校を設立。EFが英国の教育省より認定される。
- 1983年 - アメリカにて、初のEF語学学校が開校。
- 1985年 - EFの参加生が100万人を超える。
- 1988年 - 1988年ソウルオリンピックの公式語学研修機関に選ばれる。
- 1993年 - 上海で初の外資の語学学校を設立。
- 1997年 - インターネット上で英語学習が可能な Englishtown.comを開始。
- 1997年 - Whitbread Round the World Raceに参加。初の女性だけのボートチームとして参加。
- 2003年 - バーティルが主なスポンサーとなり、Arthur D Little School of ManagementがHult International Business Schoolと改名。
- 2005年 - 創立40年を記念してEFekta systemを開発。
- 2006年 - Eスミソニアン機関と、スミアソニアン学生トラベルの名で協定を結ぶ。
- 2007年 - 2008年北京オリンピックの公式語学研修提供機関に選ばれる。
- 2014年 - ソチ2014冬季オリンピック・パラリンピックの公式語学サプライヤーを務める。
- 2015年 - 平昌2018冬季オリンピック・パラリンピックの公式語学サプライヤーを務める。
- 2016年 - リオデジャネイロ2016オリンピック・パラリンピックの公式語学サプライヤーを務める。
- 2016年 - 東京2020オリンピック・パラリンピック[4] のオフィシャル語学トレーニングパートナーに選ばれる。

## 組織
EFの語学学校
- EF インターナショナル・ランゲージ・センター
- EF インターナショナル・ランゲージ・センター（社会人専用）
- EF インターナショナル・ランゲージ・センター（ジュニア専用）
- EF イングリッシュ・ライブ
- EF コーポレート・ソリューションズ（法人専門）

関連団体
EFは、独立した経営大学院であるHult International Business School、EF高校生交換留学プログラム、そしてオペアプログラムと提携している。
　Hult International Business School: 
- Hult International Business School, Graduate School
- Hult International Business School, Undergraduate School

交換留学プログラム
- EF高校生交換留学
- オペアプログラム

## 言語
EFでは現在7ヶ国語が教えられている。
- 英語（アメリカ・カナダ・イギリス・アイルランド・マルタ・オーストラリア・ニュージーランド・シンガポール・南アフリカ）
- ドイツ語（ミュンヘン・ベルリン）
- イタリア語（ローマ）
- フランス語（ニース・パリ）
- スペイン語（バルセロナ・マラガ・マドリード・コスタリカ）
- 中国語（北京・上海）
- 日本語（東京）

## サービス
- EF International Language Schoolsは16歳以上の人を対象にした語学留学コース。2週間から52週間の間から留学期間を選ぶことができ、全ての語学レベルに対応。
- EF Academic Year Abroad では、語学研修とともに、興味のある専門分野を外国語で学ぶことができる。留学期間は9ヶ月間。
- EF Corporate Language Trainingでは企業を対象とした語学研修を提供。
- Englishtown.com はインターネット上で24時間いつでも英語を学習できるプログラム。
- EF 海外高校交換留学プログラムでは、高校生を、海外の高校へ半年、または1年間派遣。